# Quỳ

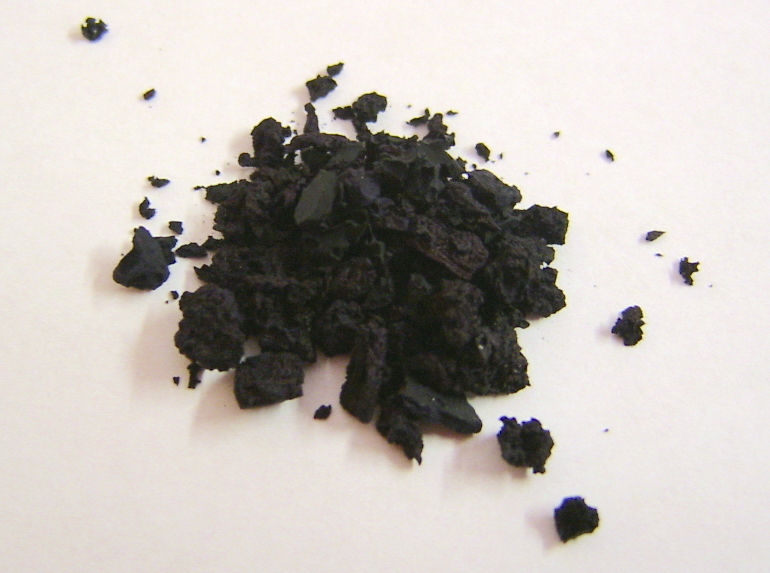
Bột quỳ

Cấu trúc hóa học của 7-hydroxyphenoxazon, chromophore của các thành phần hợp thành quỳ.

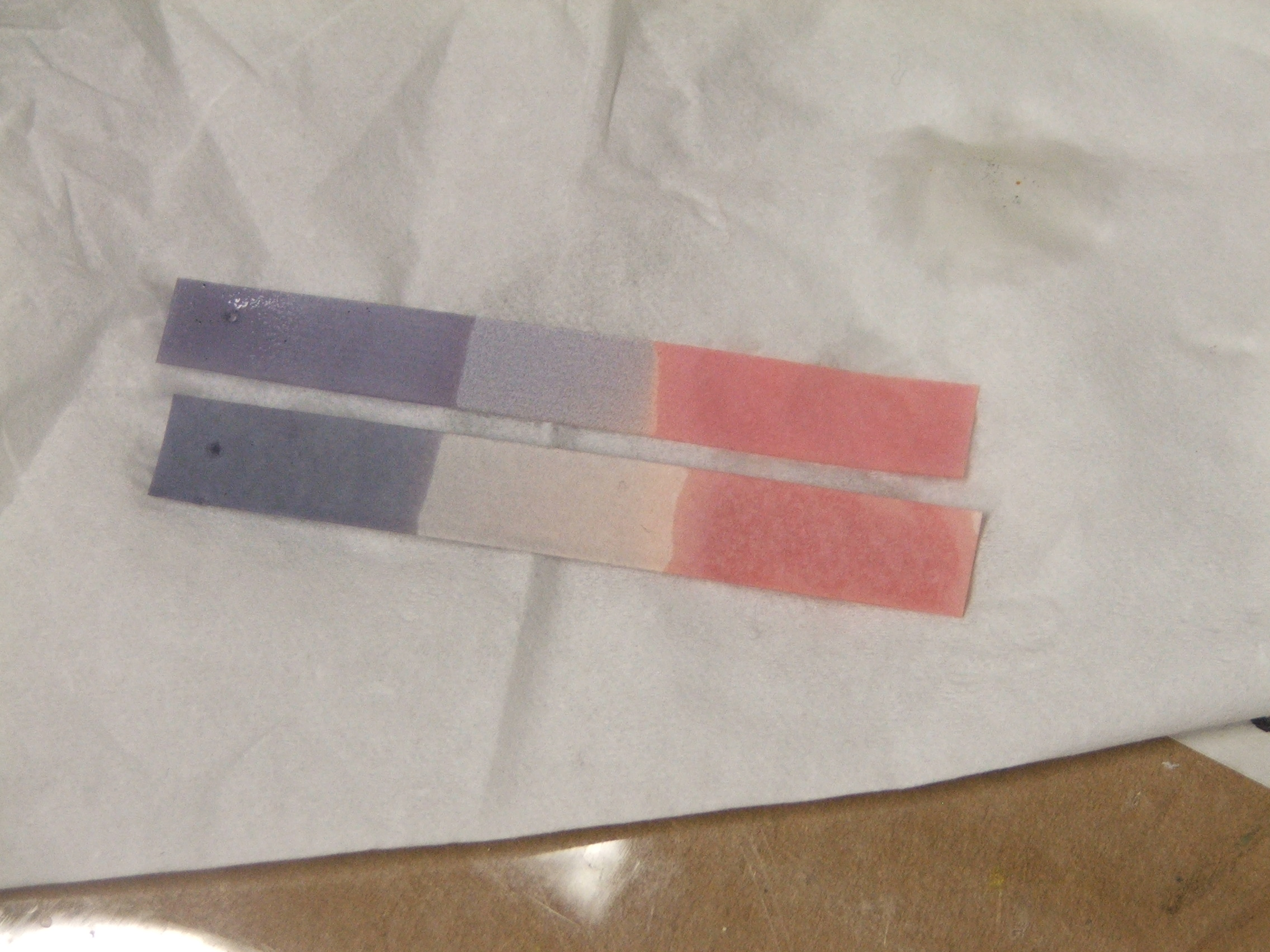
Giấy quỳ sau khi sử dụng

Quỳ là hỗn hợp hòa tan trong nước của các loại thuốc nhuộm khác nhau, được tách từ một số loài địa y (sinh vật hợp lại từ tảo hoặc vi khuẩn lam sống trong các sợi của nhiều loài nấm trong quan hệ hỗ sinh), như Roccella, Dendrographa, Variolaria, Ochrolechia, Parmotrema hay Parmelia spp. Ở dạng nguyên chất nó là một loại bột sẫm màu có mùi hơi giống amonia.
Trong điều kiện pH trung tính thì màu gốc của quỳ chính xác là màu tía (màu thứ cấp, pha trộn của màu đỏ có bước sóng 610-760 nm với màu xanh lam có bước sóng 450-500 nm), tuy nhiên sự phân biệt màu tía với màu tím (màu quang phổ có bước sóng 380-450 nm) là không rõ ràng với mắt người nên trong thực tế người ta gọi nó là quỳ tím.

## Nguồn tự nhiên

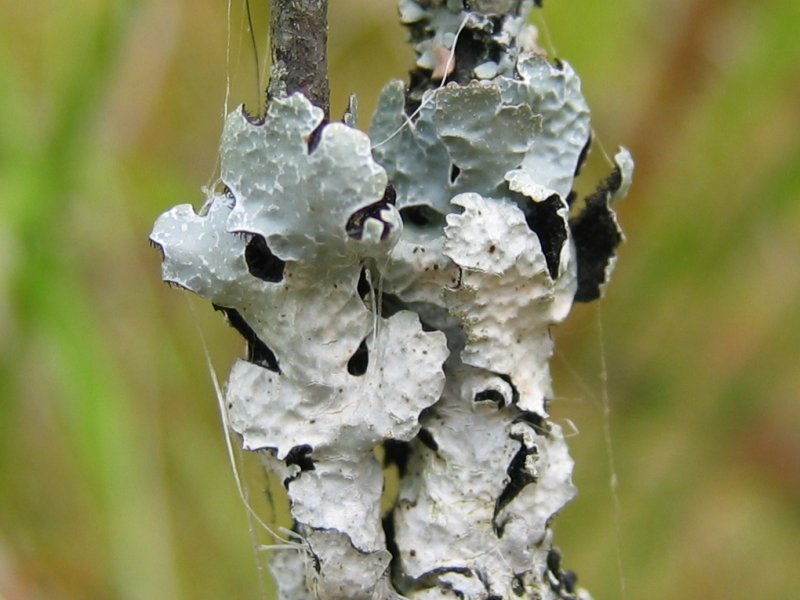
Parmelia sulcata

## Địa y

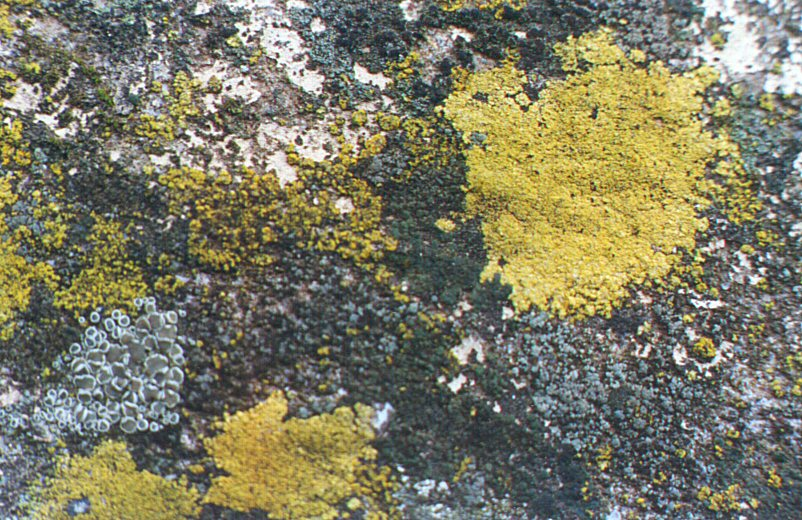
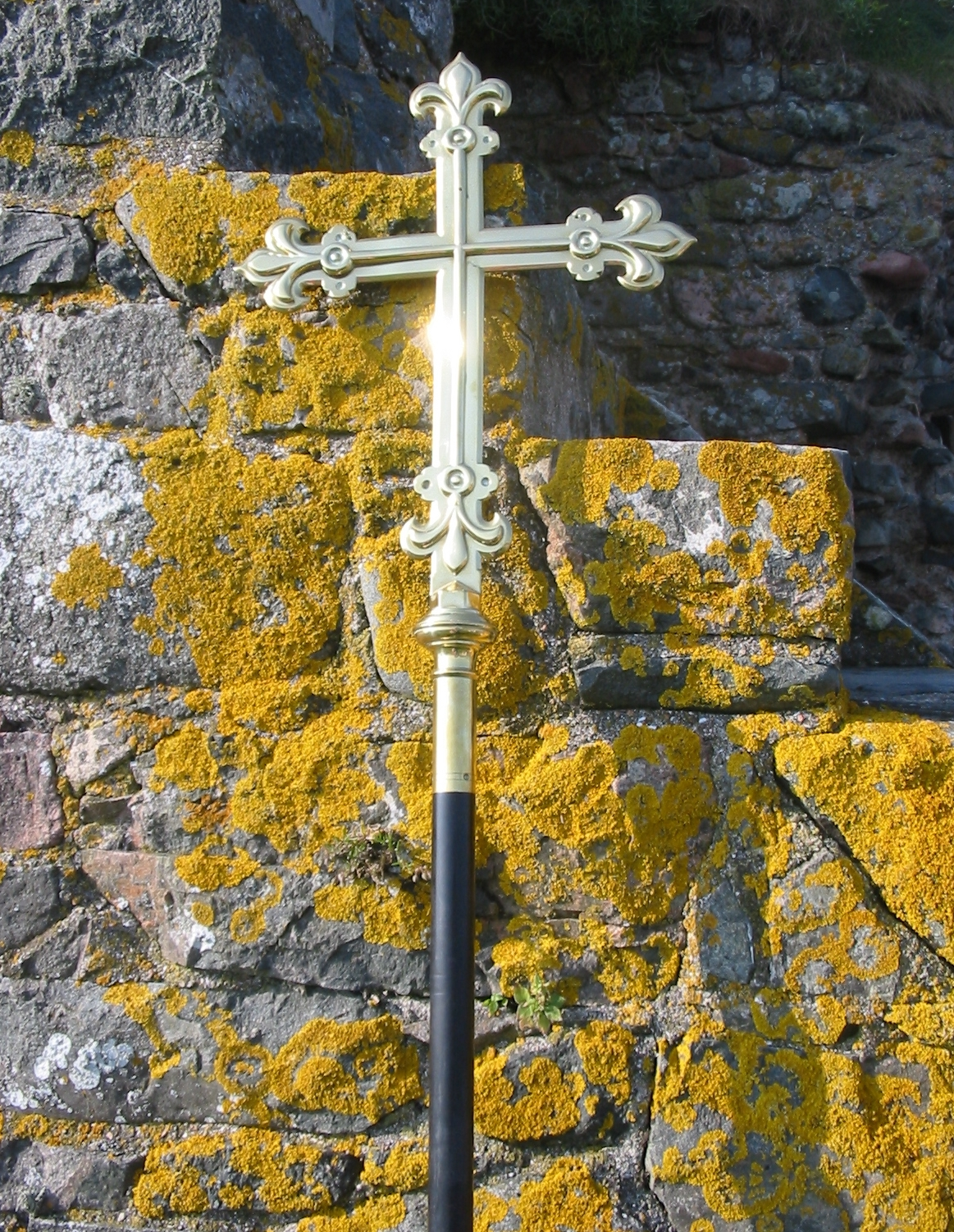
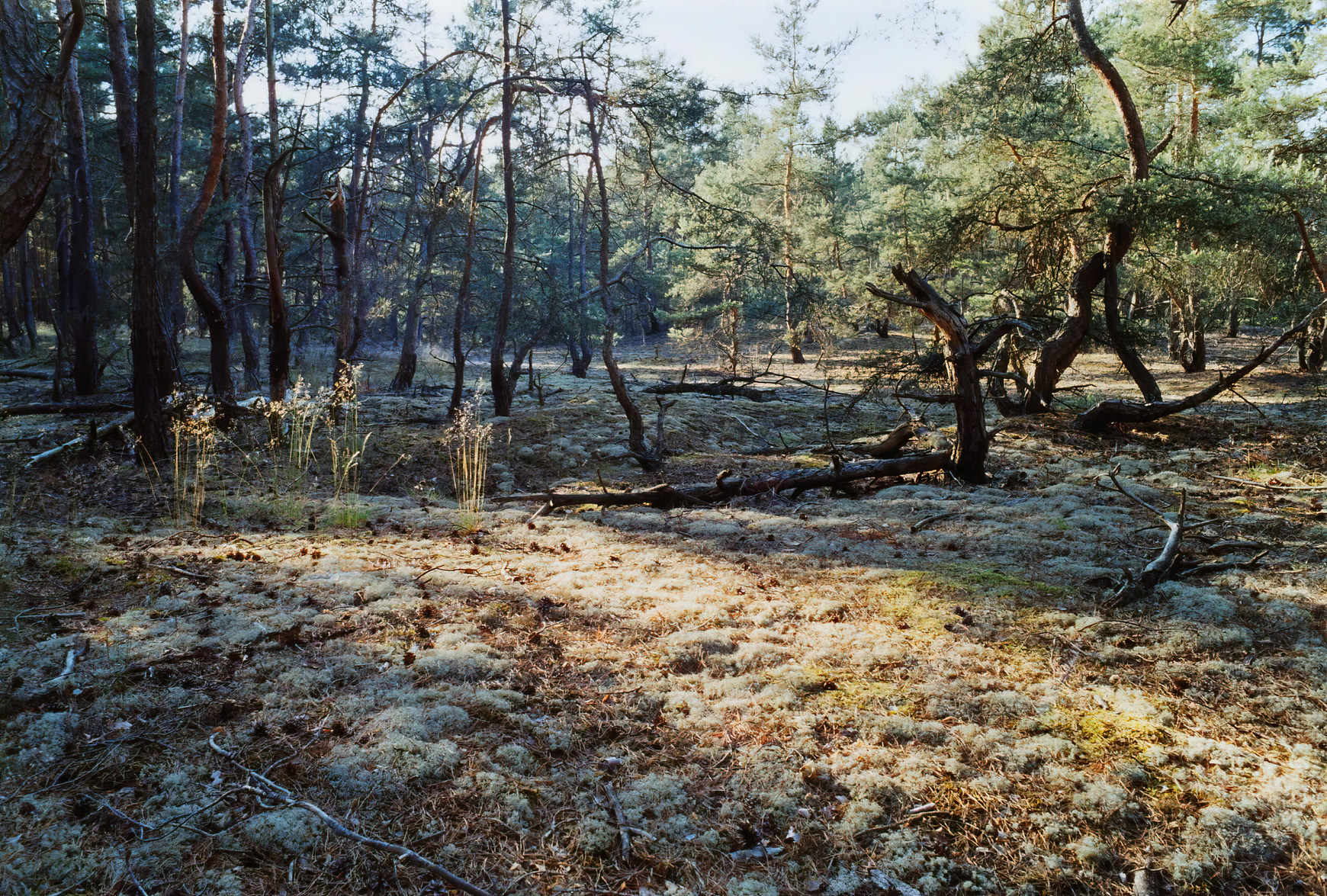
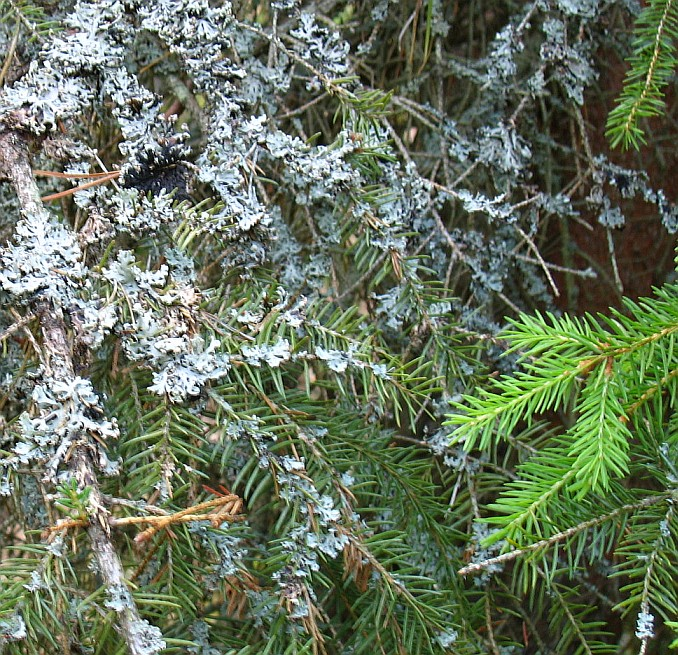
Trên cành vân sam.
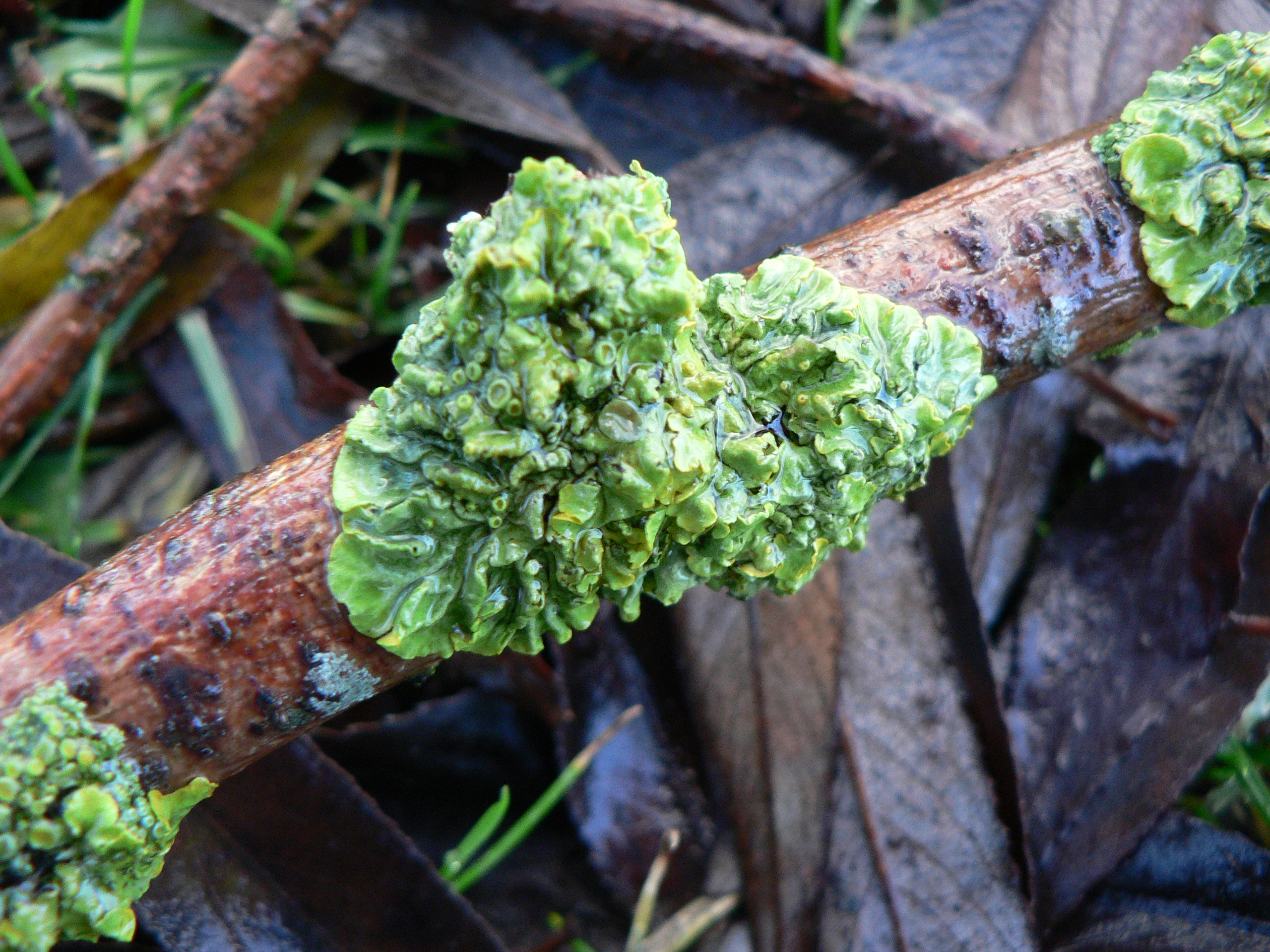
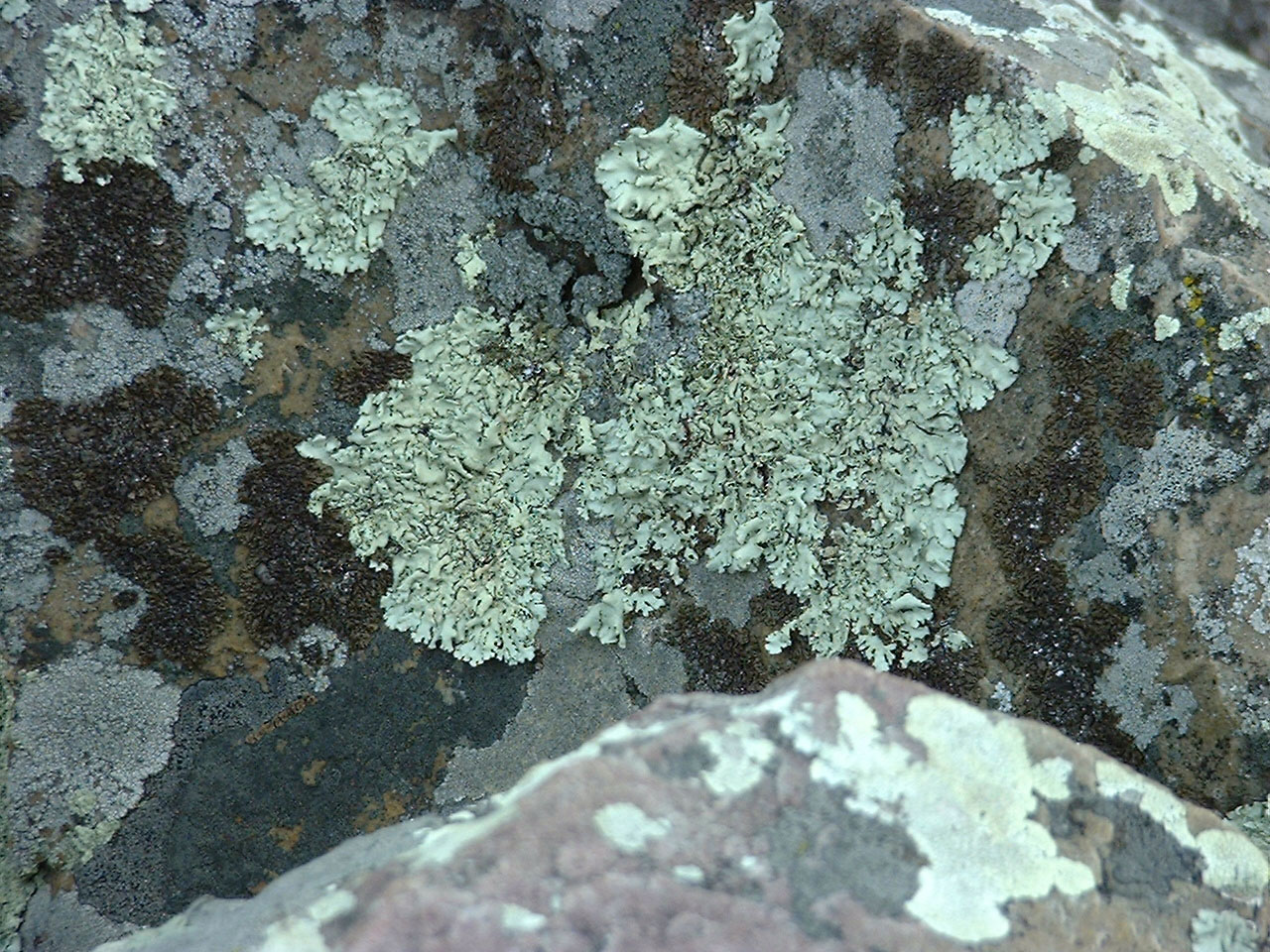
Địa y trên đá tại Vườn bang Custer, Nam Dakota, USA
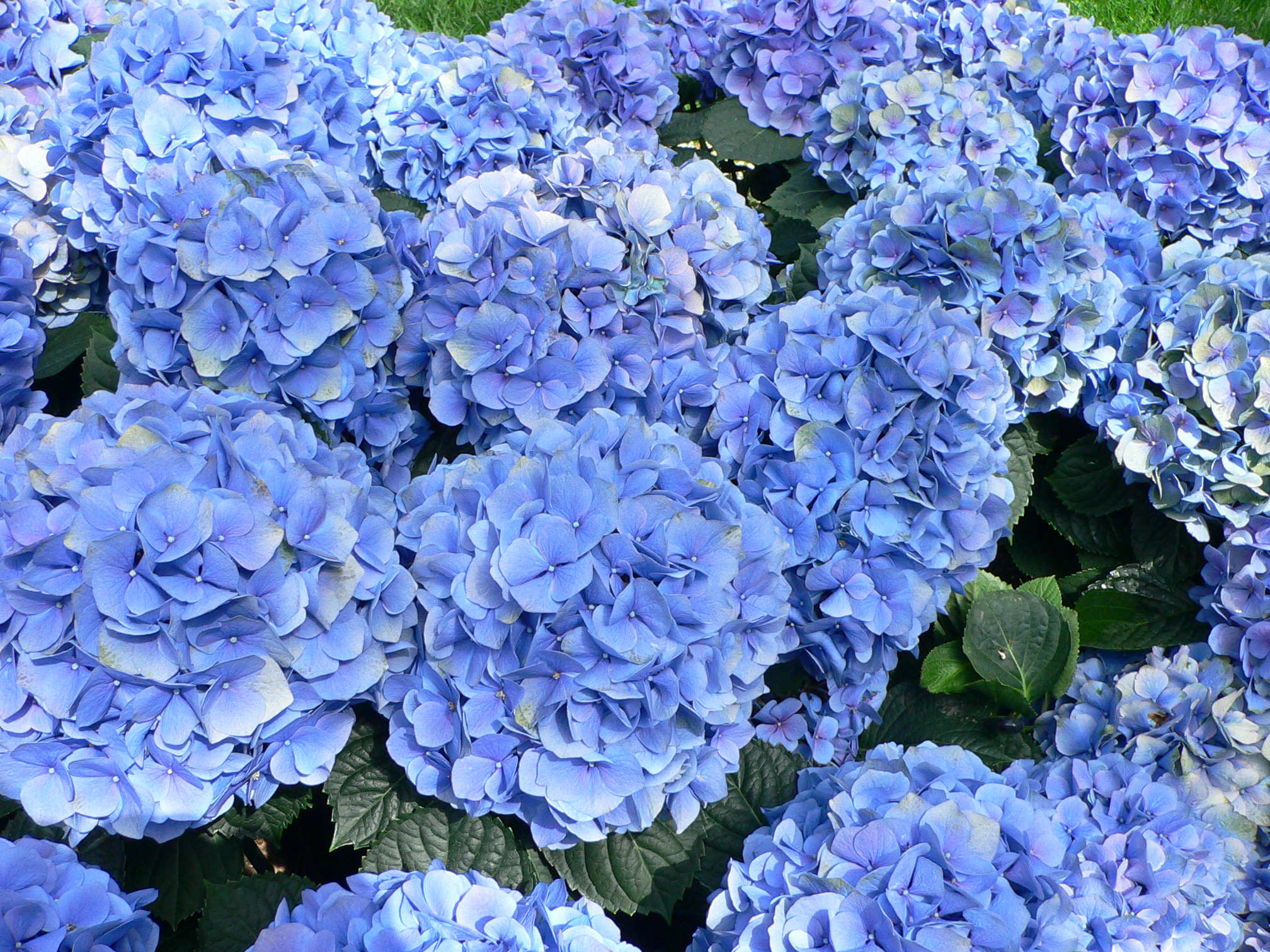
Cây tú cầu

## Xem thêm

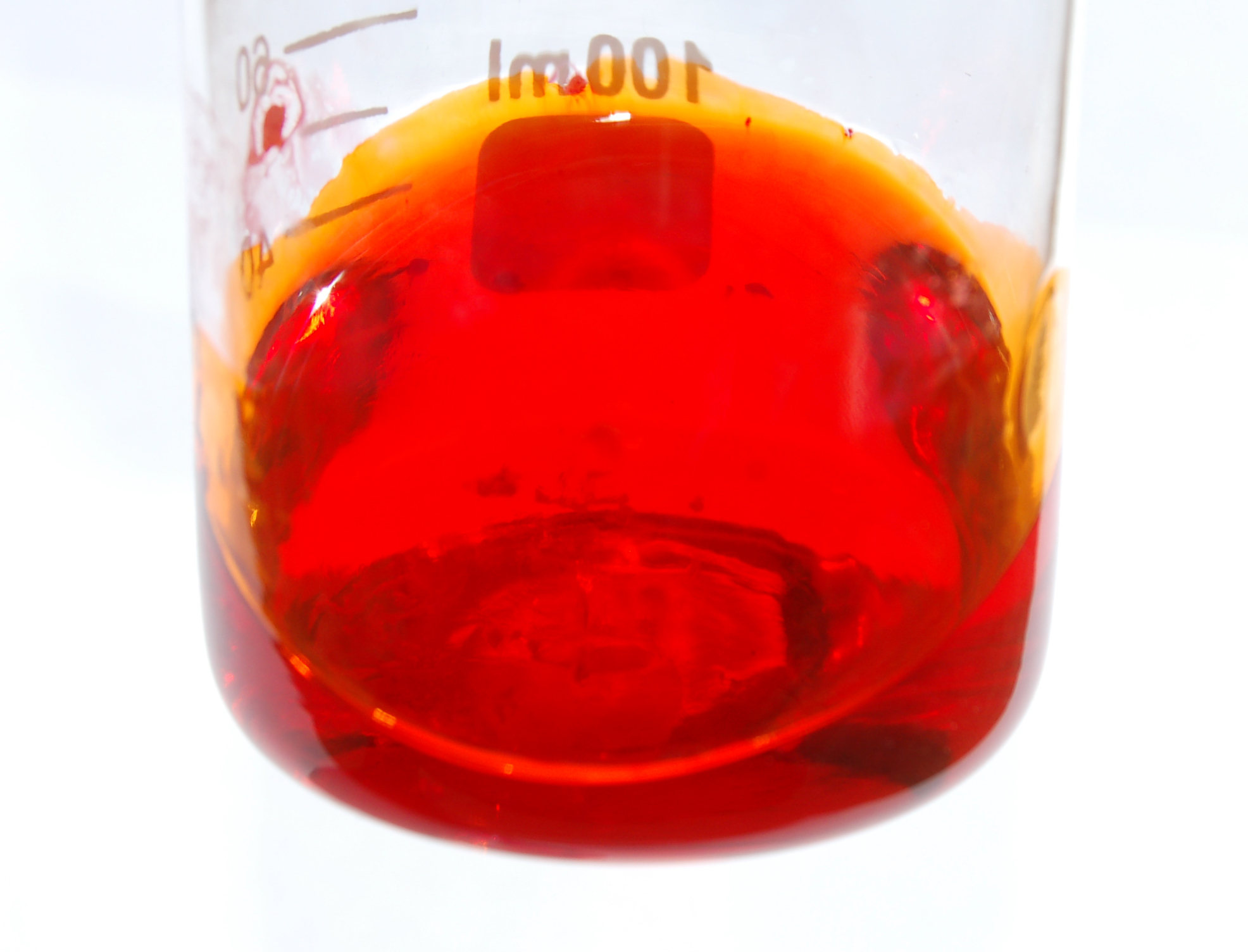
Phenolphthalein khi nhỏ acid (pH dưới 0)
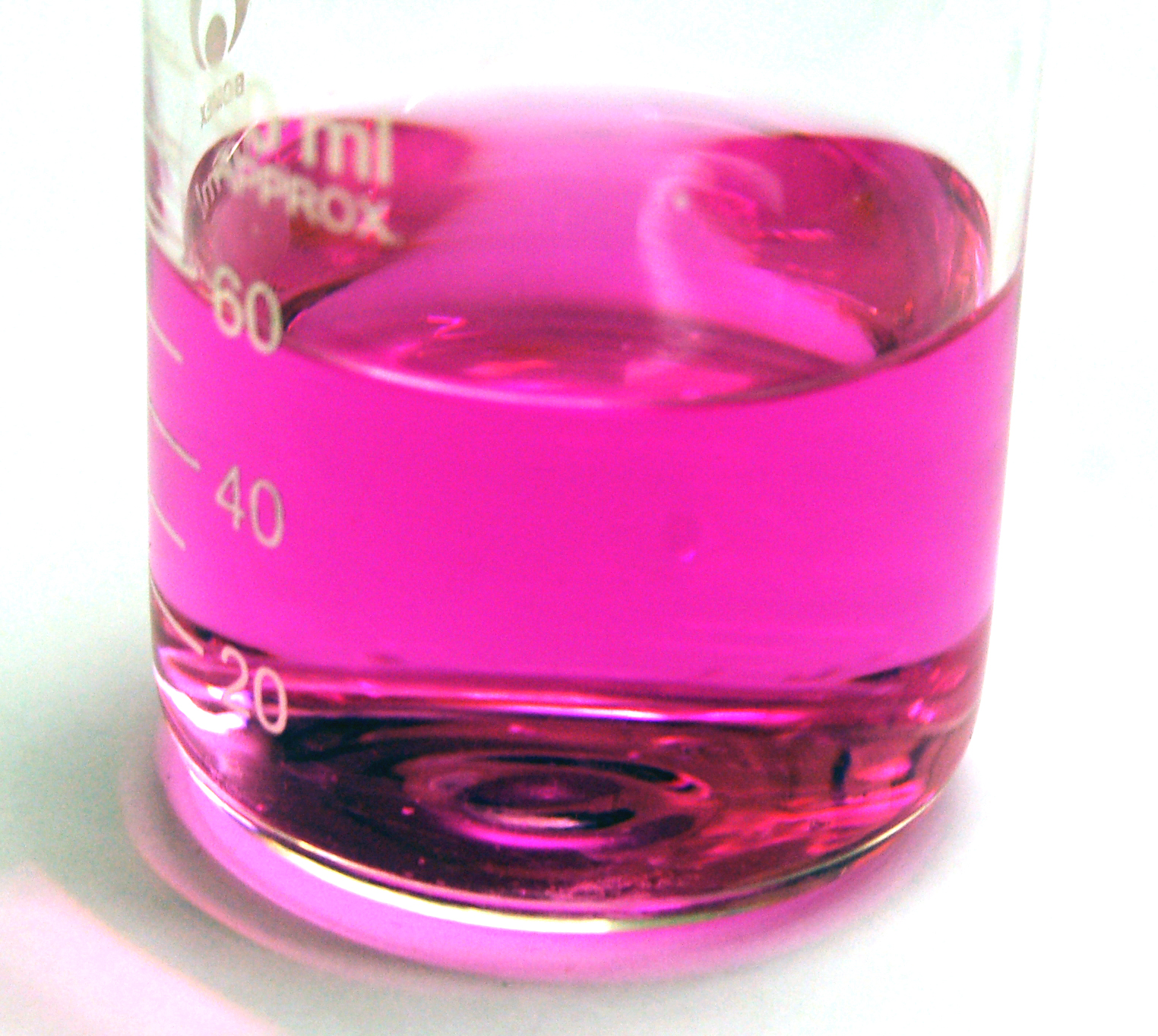
Phenolphthalein